# Верховное командование Югославской армии на родине
Верховное командовние Югославской армии на родине (серб. Врховна команда Југословенске војске у Отаџбини, сокр. ВК ЮВуО), также Верховный штаб ЮВуО или штаб Верховного командования ЮВуО — высший орган управления вооружёнными силами четнического равногорского движения, действовавший на оккупированных землях Югославии в 1941—1945 годах. Весь период своего существования Верховное командовние возглавлялось генералом Драголюбом (Дражей) Михайловичем. Первоначально имело название Командование четнических отрядов Югославской армии. В январе 1942 года переименовано в Верховное командование ЮВуО. В период с июня 1942 года по 29 августа 1944 года в соответствии с указами короля Петра II исполняло функции Верховного командования Югославской армии в оккупированном Отечестве после чего формально лишилось своей лигитимности. После овладения Сербией Народно-освободительной армией Югославии осенью 1944 года и ухода Михайловича в Боснию Верховное командование стремительно сокращалось, а затем окончательно прекратило своё существование.

## Создание, развитие и структура верховного командовния

### Горский штаб №1
Начало формированию верховного командования военно-четнических отрядов было положено в середине мая 1941 года полковником генерального штаба Югославской армии Михайловичем на плоскогорье Равна-Гора (с ним связано и название четнического движения — равногорское). В начале июня всё большее число офицеров присоединялось к равногорцам и включалось в создание структуры военной организации. Коста Николич отмечает трудность изложения точной хронологии этих событий. По его определению, отправной точкой может служить 14 июня 1941 года, когда Михайлович подписался как командир четнических отрядов. По четнической традиции их командования назывались горными штабами (серб. горски штаб), которые поддерживали связь с центральной организацией. В связи с этим первое возглавляемое Михайловичем командование получило условное название Горский штаб № 1 (серб. Горски штаб број један), а Михайлович летом 1941 года в рассылавшихся им тайных инструкциях именовал себя первоначально командующим горскими штабами Югославской армии. Затем с начала осени 1941 года он стал называться командующим четническими отрядами Югославской армии. 
Горский штаб №1 включал две части — высшую и низшую. Кроме Михайловича, в состав штаба входили: подполковник Драгослав Павлович (начальник штаба), Станислав Вучинич (личный курьер Михайловича), капитан Йоже Певец (командир связи), капитан Милойко Узелац (начальник по вопросам внутренней безопасности), наредник (сержант) Божидар Перович (командир подофицерской группы) и Воислав Милошевич (писарь-наредник). С сентября состав штаба пополнился поручником (лейтенантом) Якшей Джелевичем (серб. Јакша В. Ђелевић), занявшим должность адъютанта Михайловича. В октябре был сформирован судебный отдел, который разработал проект инструкции по работе органов власти на освобожденных территориях.